# هوراس كينغ
هوراس كينغ (10 فبراير 1915 - 7 مارس 1974) (بالإنجليزية: Horace King)‏ هو لاعب كريكت بريطاني (وحمل سابقاً جنسية المملكة المتحدة لبريطانيا العظمى وأيرلندا).